# XACML
XACML (англ. eXtensible Access Control Markup Language — расширяемый язык разметки контроля доступа) — стандарт, разработанный OASIS, определяющий модель и язык описания политик управления доступом, основанный на языке XML, и способы их обработки.
Одной из целей XACML является продвижение общей терминологии и функциональной совместимости между реализациями управления доступом нескольких разработчиков. XACML - это стандарт разграничения доступа на основе атрибутов (ABAC), где атрибуты, связанные с пользователем, действием или ресурсом, являются входными данными для принятия решения о том, может ли данный пользователь получить доступ к данному ресурсу определенным образом. Управление доступом на основе ролей (RBAC) также может быть реализовано в XACML как специализация ABAC.

## История
Версия 1.0 была утверждена организацией стандартов OASIS в 2003 году.
Версия 2.0 была утверждена организацией стандартов OASIS 1 февраля 2005 года.
Первая спецификация XACML 3.0 была выпущена 10 августа 2010 года. Последняя версия, XACML 3.0, была стандартизирована в январе 2013 года.

## Модель языка
Основными компонентами языковой модели являются правило, политика и набор политик.

### Правило
Правило является простейшей единицей модели. Правило должно быть включено в политику, самостоятельной единицей оно не является.
Основные компоненты правила:
- Цель
- Условие
- Эффект
- Обязательство
- Рекомендация

Цель
Цель определяет запросы, к которым данное правило применимо, в форме логических выражений над атрибутами запроса. Запрос содержит в себе атрибуты субъекта, запрашивающего доступ, атрибуты ресурса, доступ к которому запрашиваются, и атрибуты действия, которое пользователь хочет совершить. Также запрос может содержать и другие атрибуты, например, атрибуты окружения. Если цель в правиле отсутствует, она наследуется от родительского элемента (политики).
Условие
Условия представляют собой расширенную форму цели, которые могут использовать более широкий диапазон функций и, что более важно, могут использоваться для сравнения двух или более атрибутов вместе, например, subject-id == doctor-id (идентификатор объекта равен идентификатору врача).
Эффект
Эффект может принимать два значения: "разрешить" или "запретить". Эффект правила срабатывает в случае положительного вычисления правила (если цель и условие принимают значение "истина").
Обязательство
Обязательство описывает то, что должно быть выполнено до или после подтверждения доступа. Если описанные действия выполнить невозможно, утвержденный доступ не может и не должен быть реализован.
Пример:
```
     
Allow
 
access
 
to
 
resource
 
MedicalJournal
 
with
 
attribute
 
patientID=x
 

           
if
 
Subject
 
match
 
DesignatedDoctorOfPatient

           
and
 
action
 
is
 
read

     
with
 
obligation

          
on
 
Permit:
 
doLog_Inform(patientID,
 
Subject,
 
time)

          
on
 
Deny
  
:
 
doLog_UnauthorizedLogin(patientID,
 
Subject,
 
time)

```

Рекомендация
Выполняет те же функции, что и обязательство, но, в отличие от него, может быть проигнорировано.

### Политика
Используется для объединения правил. 
Основные компоненты политики:
- Цель
- Алгоритм объединения правил
- Набор правил
- Обязательство
- Рекомендация

Алгоритм объединения правил
Используется для разрешения конфликтов. Например, если одно из правил принимает значение "истина", а другое "ложь", алгоритм объединения правил определяет, какое значение примет сама политика.

### Набор политик
Набор политик нужен для объединения группы политик с целью их более быстрой фильтрации на основе общего назначения, задаваемого в цели группы политик.
Основные компоненты:
- Цель
- Алгоритм объединения политик
- Набор политик
- Обязательство
- Рекомендация

## Модель авторизации

### Основные компоненты модели
| Название                          | Перевод                           | Описание |
| --------------------------------- | --------------------------------- | --- |
| PAP (Policy Administration Point) | Точка управления политиками       | Системный объект, который управляет политиками авторизации |
| PDP (Policy Decision Point)       | Точка принятия решения по запросу | Системный объект, который сравнивает запросы доступа с политиками авторизации перед принятием решения о доступе |
| PEP (Policy Enforcement Point)    | Точка применения политики         | Системный объект, который перехватывает запрос пользователя на доступ к ресурсу, делает запрос решения к PDP, чтобы получить решение о доступе (т.е. доступ к ресурсу утвержден или отклонен) и действует на основании принятого решения |
| PIP (Policy Information Point)    | Информационная точка политики     | Системный объект, который действует как источник значений атрибута |
| PRP (Policy Retrieval Point)      | Точка хранения политики           | Системный объект, в котором хранятся политики авторизации доступа XACML. Обычно это база данных или файловая система |
| Context handler                   | Обработчик контекста              | Системный объект, который переводит запросы об авторизации в формат XACML, координируется с PIP для добавления значений атрибутов в запрос, и переводит решение об авторизации из формата XACML в собственный формат ответа              |

Компоненты модели взаимодействуют между собой посредством запросов и ответов в формате XACML. Запрос содержит в себе атрибуты. Ответ содержит результат вычисления политик (имеет 4 значения: "разрешить", "запретить", "не применимо", "не определено"). Кроме того, ответ может содержать в себе обязательства, которые необходимо выполнить в случае разрешения или запрета доступа.

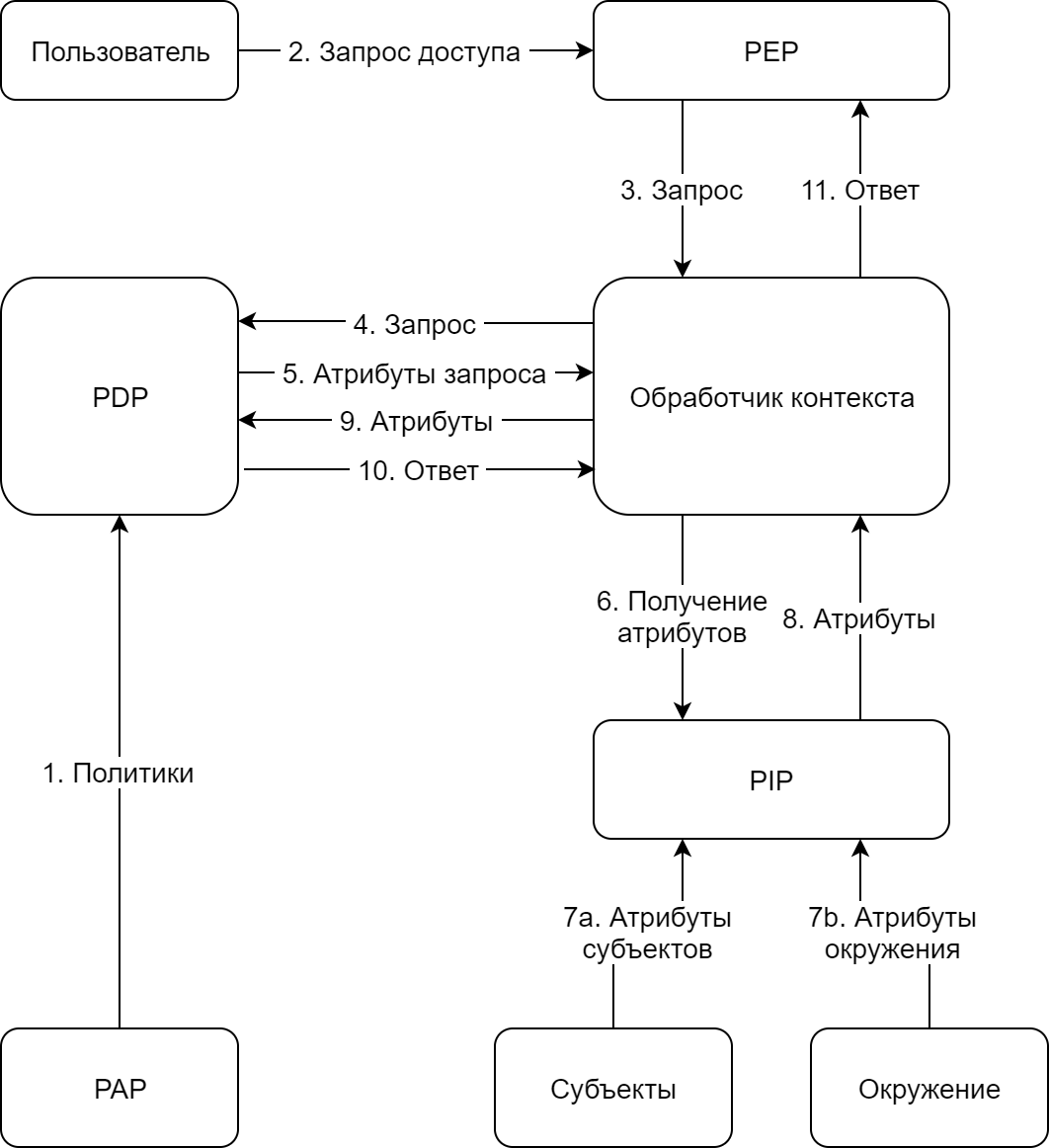
Процесс авторизации

### Процесс авторизации[3]
1. PAP пересылает политики и наборы политик PDP.
2. Пользователь отправляет запрос об авторизации в PEP.
3. PEP отправляет запрос в обработчик контекста.
4. Обработчик контекста создает запрос в формате XACML.
5. PDP запрашивает дополнительные атрибуты у обработчика контекста.
6. Обработчик контекста запрашивает атрибуты у PIP.
7. PIP получает необходимые атрибуты.
8. PIP возвращает запрошенные атрибуты обработчику контекста.
9. Обработчик контекста отсылает запрошенные атрибуты PDP. PDP вычисляет политики.
10. PDP возвращает ответ в обработчик контекста.
11. Обработчик контекста переводит ответ из формата XACML в собственный формат ответа PEP.
12. (Не показано) На основании результата вычисления политик, полученного из ответа, PEP принимает решение о доступе и исполняет обязательства. Если доступ разрешен, PEP разрешает доступ к ресурсу, иначе запрещает.

## Примеры политик

### Авторизация с учетом даты и времени в XACML
Это правило запрещает доступ пользователям, которые не входили в систему в течение 30 дней.

В псевдокоде: Запретить, если время_сейчас > время_прошлого_доступа + 30 дней.
```
<xacml3:Rule
 
RuleId=
"f6637b3f-3690-4cce-989c-2ce9c053d6fa"
 
Effect=
"Deny"
>

	
<xacml3:Description>
Use
 
it
 
or
 
lose
 
it:
 
this
 
policy
 
denies
 
access
 
if
 
lastLogin
 
is
 
more
 
than
 
30
 
days
 
away
 
from
 
today's
 
date
</xacml3:Description>

	
<xacml3:Target/>

	
<xacml3:Condition
 
>

		
<xacml3:Apply
 
FunctionId=
"urn:oasis:names:tc:xacml:1.0:function:any-of"
>

			
<xacml3:Function
 
FunctionId=
"urn:oasis:names:tc:xacml:1.0:function:dateTime-greater-than"
/>

			
<xacml3:Apply
 
FunctionId=
"urn:oasis:names:tc:xacml:3.0:function:dateTime-add-dayTimeDuration"
>

				
<xacml3:Apply
 
FunctionId=
"urn:oasis:names:tc:xacml:1.0:function:dateTime-one-and-only"
>

					
<xacml3:AttributeDesignator
 
Category=
"urn:oasis:names:tc:xacml:1.0:subject-category:access-subject"
  
AttributeId=
"com.acme.user.lastLogin"
 
DataType=
"http://www.w3.org/2001/XMLSchema#dateTime"
 
MustBePresent=
"false"
/>

				
</xacml3:Apply>

				
<xacml3:AttributeValue
 
DataType=
"http://www.w3.org/2001/XMLSchema#dayTimeDuration"
>
P30D
</xacml3:AttributeValue>

			
</xacml3:Apply>

			
<xacml3:AttributeDesignator
 
Category=
"urn:oasis:names:tc:xacml:3.0:attribute-category:environment"
  
AttributeId=
"urn:oasis:names:tc:xacml:1.0:environment:current-dateTime"
 
DataType=
"http://www.w3.org/2001/XMLSchema#dateTime"
 
MustBePresent=
"false"
/>

		
</xacml3:Apply>

	
</xacml3:Condition>

</xacml3:Rule>

```

### Авторизация с учетом времени в XACML
Это правило предоставляет субъекту доступ к ресурсу, если текущее время с 9:00 до 17:00.
```
<xacml3:Rule
 
RuleId=
"c01d7519-be21-4985-88d8-10941f44590a"
 
Effect=
"Permit"
>

	
<xacml3:Description>
Allow
 
if
 
time
 
between
 
9
 
and
 
5
</xacml3:Description>

	
<xacml3:Target>

		
<xacml3:AnyOf>

			
<xacml3:AllOf>

				
<xacml3:Match
 
MatchId=
"urn:oasis:names:tc:xacml:1.0:function:time-greater-than"
>

					
<xacml3:AttributeValue
 
DataType=
"http://www.w3.org/2001/XMLSchema#time"
>
09:00:00
</xacml3:AttributeValue>

					
<xacml3:AttributeDesignator
 
Category=
"urn:oasis:names:tc:xacml:3.0:attribute-category:environment"
 
AttributeId=
"urn:oasis:names:tc:xacml:1.0:environment:current-time"
 
MustBePresent=
"false"
 
DataType=
"http://www.w3.org/2001/XMLSchema#time"
/>

				
</xacml3:Match>

			
</xacml3:AllOf>

		
</xacml3:AnyOf>

		
<xacml3:AnyOf>

			
<xacml3:AllOf>

				
<xacml3:Match
 
MatchId=
"urn:oasis:names:tc:xacml:1.0:function:time-less-than"
>

					
<xacml3:AttributeValue
 
DataType=
"http://www.w3.org/2001/XMLSchema#time"
>
17:00:00
</xacml3:AttributeValue>

					
<xacml3:AttributeDesignator
 
Category=
"urn:oasis:names:tc:xacml:3.0:attribute-category:environment"
 
AttributeId=
"urn:oasis:names:tc:xacml:1.0:environment:current-time"
 
MustBePresent=
"false"
 
DataType=
"http://www.w3.org/2001/XMLSchema#time"
/>

				
</xacml3:Match>

			
</xacml3:AllOf>

		
</xacml3:AnyOf>

	
</xacml3:Target>

</xacml3:Rule>

```

## Примеры XACML запросов и ответов

### Запрос XACML
Запрос: Алиса хочет просмотреть документ №123.
```
<xacml-ctx:Request
 
ReturnPolicyIdList=
"true"
 
CombinedDecision=
"false"
 
xmlns:xacml-ctx=
"urn:oasis:names:tc:xacml:3.0:core:schema:wd-17"
>

   
<xacml-ctx:Attributes
 
Category=
"urn:oasis:names:tc:xacml:3.0:attribute-category:action"
 
>

      
<xacml-ctx:Attribute
 
AttributeId=
"actionId"
 
IncludeInResult=
"true"
>

         
<xacml-ctx:AttributeValue
 
DataType=
"http://www.w3.org/2001/XMLSchema#string"
>
view
</xacml-ctx:AttributeValue>

      
</xacml-ctx:Attribute>

   
</xacml-ctx:Attributes>

   
<xacml-ctx:Attributes
 
Category=
"urn:oasis:names:tc:xacml:3.0:attribute-category:resource"
 
>

      
<xacml-ctx:Attribute
 
AttributeId=
"resource-id"
 
IncludeInResult=
"true"
>

         
<xacml-ctx:AttributeValue
 
DataType=
"http://www.w3.org/2001/XMLSchema#string"
>
doc#123
</xacml-ctx:AttributeValue>

      
</xacml-ctx:Attribute>

   
</xacml-ctx:Attributes>

   
<xacml-ctx:Attributes
 
Category=
"urn:oasis:names:tc:xacml:1.0:subject-category:access-subject"
 
>

      
<xacml-ctx:Attribute
 
AttributeId=
"user.identifier"
 
IncludeInResult=
"true"
>

         
<xacml-ctx:AttributeValue
 
DataType=
"http://www.w3.org/2001/XMLSchema#string"
>
Alice
</xacml-ctx:AttributeValue>

      
</xacml-ctx:Attribute>

   
</xacml-ctx:Attributes>

</xacml-ctx:Request>

```

Первый элемент <Attributes> содержит атрибуты действия (прочитать), второй элемент <Attributes> содержит атрибуты ресурса, к которому субъект хочет применить указанное действие (документ №123), третий элемент <Attributes> содержит имя субъекта (Алиса).

### Ответ XACML

#### Пример ответа XACML
Ответ: Не применимо
```
<xacml-ctx:Response
 
xmlns:xacml-ctx=
"urn:oasis:names:tc:xacml:3.0:core:schema:wd-17"
>

  
<xacml-ctx:Result>

    
<xacml-ctx:Decision>
NotApplicable
</xacml-ctx:Decision>

    
<xacml-ctx:Status>

      
<xacml-ctx:StatusCode
 
Value=
"urn:oasis:names:tc:xacml:1.0:status:ok"
/>

    
</xacml-ctx:Status>

  
</xacml-ctx:Result>

</xacml-ctx:Response>

```

Элемент <Decision> содержит результат вычисления политик (не применимо).

#### Пример ответа XACML с обязательством
Ответ: Разрешить, выполнить обязательство с индексом "logAccess" (доступ к журналу)
```
<xacml-ctx:Response
 
xmlns:xacml-ctx=
"urn:oasis:names:tc:xacml:3.0:core:schema:wd-17"
>

  
<xacml-ctx:Result>

    
<xacml-ctx:Decision>
Permit
</xacml-ctx:Decision>

    
<xacml-ctx:Status>

      
<xacml-ctx:StatusCode
 
Value=
"urn:oasis:names:tc:xacml:1.0:status:ok"
/>

    
</xacml-ctx:Status>

    
<xacml-ctx:Obligations>

      
<xacml-ctx:Obligation
 
ObligationId=
"logAccess"
>

      
</xacml-ctx:Obligation>

    
</xacml-ctx:Obligations>

    
<xacml-ctx:PolicyIdentifierList>

      
<xacml-ctx:PolicyIdReference
 
Version=
"1.0"
>
http://www.axiomatics.com/automatic-unique-id/18a9eae9-c92b-4087-b2ac-c5a33d7ff477
</xacml-ctx:PolicyIdReference>

    
</xacml-ctx:PolicyIdentifierList>

  
</xacml-ctx:Result>

</xacml-ctx:Response>

```

Элемент <Decision> содержит результат вычисления политик (разрешить). Элемент <Obligations> содержит обязательства, которые нужно применить. В данном случае <Obligations> содержит один элемент <Obligation> с идентификатором "logAccess" (доступ к журналу).

## Реализации XACML
| Название                    | Версия XACML              | Технология | Лицензия      |
| --------------------------- | ------------------------- | ---------- | ------------- |
| AuthzForce (OW2) / (GitHub) | XACML 3.0                 | Java       | GPL           |
| Balana                      | XACML 3.0, 2.0, 1.1 и 1.0 | Java       | Apache 2.0    |
| ndg-xacml                   | XACML 2.0                 | Python     | BSD           |
| AT&T XACML                  | XACML 3.0                 | Java       | MIT           |
| Oracle Entitlements Server  | XACML 3.0                 | Java, .NET | Проприетарная |
| Security Policy Tool        | XACML 3.0, 2.0            | Java       | Проприетарная |

## Внешние ссылки
- Знакомство с XACML - стандартом для Attribute-Based Access Control